# Richard Leveridge
Richard Leveridge o Leueridge (Saint Martin-in-the-Fields, 19 luglio 1670 – Londra, 22 marzo 1758) è stato un basso e compositore inglese di musica barocca e di molte canzoni popolari.

## Biografia
Richard Leveridge nacque nella parrocchia di St Martin-in-the-Fields, a Londra, nel 1670, e nel 1695 divenne il principale basso della United Company gestita da Christopher Rich a Drury Lane, dopo la defezione di diversi importanti cantanti della compagnia di Rich. Il suo primo ruolo importante, di cui si sa qualcosa, fu quello del mago Ismeron nell'opera di Henry Purcell, The Indian Queen, che comprendeva l'aria "Ye twice ten hundred deities".  Purcell rimase legato alla compagnia e per diversi mesi Leveridge lavorò a stretto contatto con lui. È probabile che "Arise, ye subterranean winds" nella musica (attribuita a Purcell) per The Tempest sia stata scritta per lui. Dopo la morte di Purcell continuò a lavorare con i compositori Daniel Purcell e Jeremiah Clarke, e ottenne una parte da protagonista nell'Ode di Clarke sulla morte del signor Purcell a Drury Lane. Leveridge fu anche compositore, e nel febbraio 1699, con Daniel Purcell e Jeremiah Clarke, compose la musica per l'adattamento di Motteux di The Island Princess di Fletcher, in cui l'interpretazione di Leveridge, in particolare in "Enthusiastick Song", suscitò grande entusiasmo tra gli spettatori.
In vari periodi tra il 1697 e il 1728 Leveridge pubblicò volumi delle sue canzoni e numerosi singoli articoli, comprese le sue famose canzoni teatrali, che apparvero come fogli stampati separati durante la sua carriera. Dopo un periodo a Dublino tornò a Londra, nel 1702, per un revival di The Island Princess e una nuova produzione di Macbeth annunciata come "con musica vocale e strumentale, tutte nuove composte da Mr Leveridge". Cantò il ruolo di Ecate in questo lavoro per quasi 50 anni e la musica rimase popolare per più di un secolo dopo la sua morte.

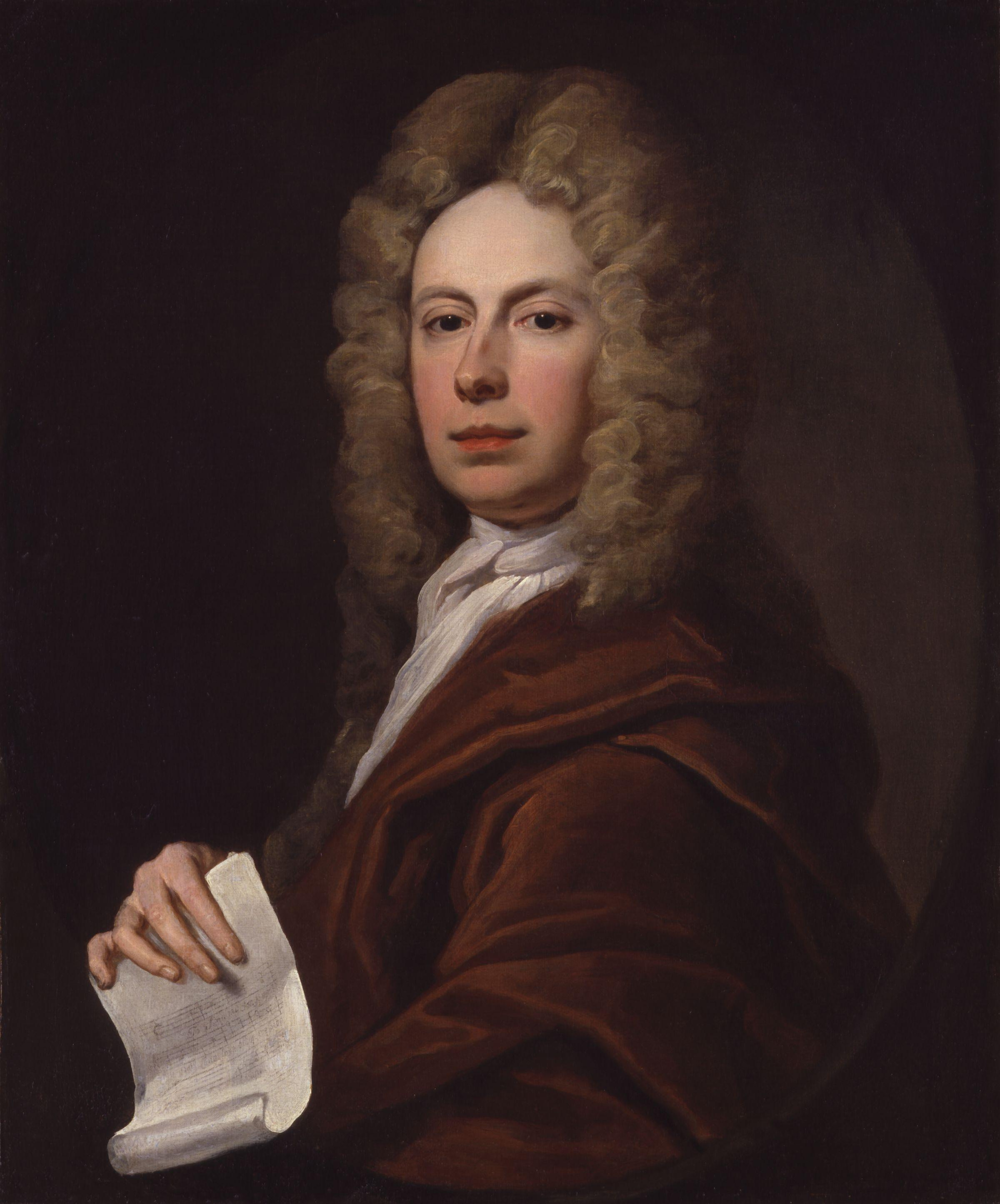
Il ritratto giovanile di Dick Leveridge, c. 1710–1720

Leveridge continuò a cantare le opere e le maschere di Purcell nei revival, a Drury Lane nel 1703-1708, di The Fairy-Queen, Timon of Athens, Amphitrion, Libertine Destroyed, Tempest, King Arthur, Indian Queen e Œdipus.  Partecipò anche all'introduzione dell'opera in stile italiano, dal 1705, apparendo in Arsinoë (1705), Camilla (1706), Rosamond (1707), Thomyris (1707) e Love's Triumph (1708). Alcune di queste produzioni erano realizzate con cantanti sia inglesi che italiani (esecuzione bilingue), ma quando la moda divenne interamente italiana Leveridge fu sostituito nei ruoli di basso dall'italiano Giuseppe Maria Boschi.  Iniziò quindi una breve associazione con Händel, nel 1713-1714, e cantò nelle prime rappresentazioni de Il pastor fido e Teseo oltre a interpretare Argante in un revival di Rinaldo. In questo periodo cantò con Nicolini, che fu a Londra dal 1708 al 1712 e nelle stagioni 1714-17. Successivamente, nel 1731, divenne noto per aver interpretato il ruolo di Polifemo (aria O ruddier than the cherry) in una rappresentazione di Aci e Galatea. 
Nel 1714, si trasferì al nuovo teatro al Lincoln's Inn Fields, gestito dall'imprenditore John Rich. Rimanendo lì per la maggior parte della sua carriera, tornò al suo repertorio inglese e ad una nuova forma, il musical Afterpiece. Queste opere leggere erano spesso comiche e nel 1716 Leveridge produsse il suo pezzo finale, Pyramus e Thisbe. Per questa parodia comica dell'opera italiana, compose la musica, adattando le parole del Sogno di una notte di mezza estate di William Shakespeare, e cantò il ruolo di Pyramus. Apparentemente fu assente dal palco nel periodo tra il 1720 e il 1724, durante il quale era occupato della caffetteria in Tavistock Street vicino a Covent Garden, all'insegna di "The Harlequin and Pierot", che tenne in affitto dal 1714 al 1736. Tuttavia Rich lo richiamò e Leveridge ottenne un successo nel 1726 in Apollo e Dafne con la canzone di Sileno Tho' envious old age seems in part to impair me composta da Johann Ernst Galliard. Da quel momento in poi divenne il basso principale al Lincoln's Inn Fields e successivamente si trasferì alla Royal Opera House.
Il suo repertorio sfruttava la sua voce ferma e potente e molte delle sue canzoni divennero le preferite. Sebbene sia più rinomato per la sua ballata comico-patriottica The Roast Beef of Old England, e soprattutto per la sua ambientazione del testo di John Gay di Black Eyed Susan, altri suoi pezzi sono le lamentazioni o gli indirizzi degli innamorati, gli anacreontici, le canzoni di caccia (in particolare He sweet rosy morning peeps over the hills), canti fatati, pezzi drammatici e simili, per un numero di oltre 150 composizioni. Oltre a A New Book of Songs 1697, A Second Book of Songs 1699,  e A New Book of Songs 1711, furono stampati ulteriori volumi nel 1727 (con un frontespizio di William Hogarth) e nel 1728.  Alcune delle 1727 canzoni sono su testi di Abraham Cowley. Alcune canzoni, scritte senza dubbio per la sua esecuzione, contengono abbellimenti e vocalizzi su una sillaba, dando un'impressione della sua estensione vocale e flessibilità, e alcune hanno recitativi o brevi sezioni di scrittura parziale, introducendo la struttura drammatica nel contesto di pezzi concisi. 

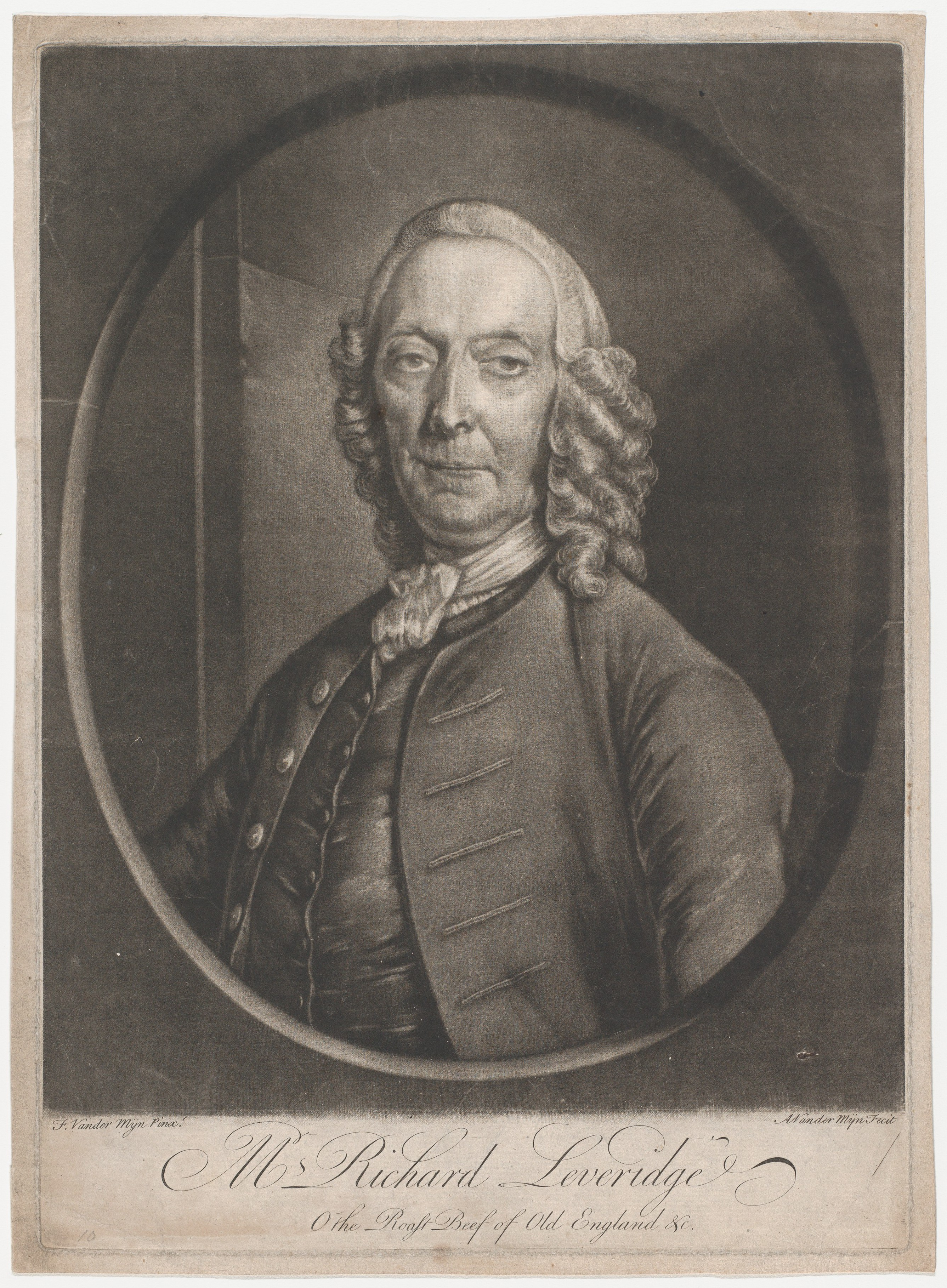
Leveridge in vecchiaia, di Frans van der Mijn

Leveridge godeva di buona salute e ridusse le sue prestazioni solo nelle ultime stagioni prima di ritirarsi nel 1751. Morì all'età di 87 anni nella sua casa di High Holborn, Londra, nel 1758.

## Descrizioni
Sir John Hawkins (1776) osservò: "Sebbene fosse stato un interprete nell'opera allo stesso tempo con Nicolino e Valentini" (forse significa Roberto Valentini) "non aveva nozione di grazia o eleganza nel canto; era un canto di forza..." L'opinione di Hawkins su Leveridge era influenzata dalle percezioni sociali: "essendo un uomo dai modi piuttosto rozzi e in grado di bere molto, secondo alcuni era un buon compagno. L'umorismo delle sue canzoni, e in verità della sua conversazione, consisteva in esortazioni a disprezzare le ricchezze e i mezzi per ottenerla, annegare le pene bevendo, godersi il presente e mettere in discussione la riflessione e la morte. Con una disposizione come questa, Leveridge non poteva non essere un gradito visitatore in tutti i club e le assemblee, dove lo scopo dichiarato dell'incontro era l'oblio delle pene, ed essendo sempre pronto a contribuire alla promozione dell'allegria sociale, si fece tanti amici, dalla cui generosità traeva tutte le comodità di cui in un'estrema vecchiaia poteva godere". 
Nel 1789 Charles Burney scrisse di lui: "Ricordo che cantava Ghosts of every occupation, e molte delle canzoni di basso di Purcell, in uno stile che quarant'anni fa sembrava antidiluviano: ma poiché generalmente rappresentava Plutone, Nettuno o un'antica divinità, corrispondeva perfettamente alla sua figura e al suo personaggio. Non era solo un celebre cantore di canti conviviali, ma scrittore e compositore di molti altri che erano graditi da cantanti e ascoltatori di una certa classe, che eseguivano più piamente i riti di Comus e Bacco, che quelli di Minerva e Apollo."

## Ritratti
La National Portrait Gallery di Londra ha un ritratto ad olio del giovane Richard Leveridge, c. 1710–20, di un artista sconosciuto, in mostra all'Händel House Museum a Londra.  Ha anche copie di altre due somiglianze, una mezzatinta di William Pether dal ritratto a olio di Thomas Frye, e un'altra mezzatinta di Andreas van der Mijn dal ritratto di Frans van der Mijn. Entrambe mostrano Leveridge in età avanzata. Esistono più versioni del ritratto a olio originale di Thomas Frye, inclusa quella nelle collezioni del consiglio comunale di Warwick, e l'esempio più noto nella Collezione Gerald Coke Handel al Foundling Museum.

## Opere registrate
Le registrazioni di opere di Richard Leveridge includono le canzoni "Black and gloomy as the grave",  "When daisies pied and violets blue",  e "The Roast Beef of Old England".